# Frieda Robscheit-Robbins
Frieda S. Robscheit-Robbins (nascuda Friedericke Mathilde Saur, Euskirchen, Alemanya, 8 de juny de 1888 – Tucson, Arizona, 18 de desembre de 1973) va ser una patòloga nord-americana d'origen alemany que va treballar estretament amb George Hoyt Whipple, fent investigacions sobre l'ús del teixit hepàtic en el tractament de l'anèmia perniciosa, coautora de 21 articles entre 1925 i 1930.
El seu company d'investigació, Whipple, va rebre un Premi Nobel l'any 1934 en reconeixement d'aquest treball, però Robscheit-Robbins no va ser reconeguda en aquest guardó, tot i que Whipple sí que va compartir els diners del premi amb ella. Si hagués guanyat el Premi Nobel al costat de Whipple, Robscheit-Robbins hauria estat la segona dona després de Marie Curie a guanyar aquest prestigiós premi internacional i la primera dona nord-americana a fer-ho.
L'any 2002, un article de la revista Discover titulat «Les 50 dones més importants de la ciència» va assenyalar que les contribucions de Robscheit-Robbins «havien d'haver merescut més atenció».

## Primers anys i educació
Robscheit-Robbins va néixer a Euskirchen, Alemanya, el 1888. La seva família es va traslladar als Estats Units quan ella era petita i va residir a Chicago i San Francisco. Va obtenir la llicenciatura a la Universitat de Chicago, el màster a la Universitat de Califòrnia i el doctorat a la Universitat de Rochester.

## Recerca
Whipple i Robscheit-Robbins van establir un model animal d'anèmia. Van descobrir que quan els gossos perdien una gran quantitat de sang, presentaven símptomes similars a l'anèmia. Un cop establert aquest model, van poder provar teràpies experimentals. Van provar dietes basades en diferents òrgans: melsa, pulmó, fetge, intestins, etc. Van trobar que els gossos alimentats amb una dieta de fetge es recuperaven més ràpidament, cosa que suggereix que l'anèmia es pot associar amb el mal funcionament del fetge.
La investigació preliminar es va dur a terme a principis de la dècada de 1920 a la Fundació George William Hooper, de la Universitat de Califòrnia, on es va trobar que els albercocs eren valuosos per tractar l'anèmia induïda en gossos. Aquest resultat va ser tan sorprenent per als investigadors que no es va publicar. No obstant això, el treball va continuar a la Universitat de Rochester, Nova York, des de 1922, on els investigadors van comparar l'eficàcia de diferents substàncies en el tractament de l'anèmia. Whipple i Robscheit-Robbins van decidir experimentar amb gossos perquè aquests animals estaven disposats a menjar una gran varietat d'aliments i en quantitats ingents com per poder mantenir-los en condicions saludables tot i sotmetre'ls a anàlisis de sang freqüents. Robscheit-Robbins s'encarregava de la cura dels gossos i era habitual que els presentés, juntament amb les seves investigacions, en les reunions científiques. Van dur a terme aquests experiments alimentant els gossos amb «pa de salmó» durant un llarg període per mantenir una producció constant d'hemoglobina. A continuació, afegirien aliments específics a la dieta per provar els seus efectes sobre l'hemoglobina produïda. En realitat, el fetge va ser el primer aliment dietètic que es va provar, i més tard es descobriria que superava altres aliments en la producció d'hemoglobina. Primer es va creure que els cors de vedella afavorien la producció d'hemoglobina, però aviat es va provar que tenien un rendiment inferior al fetge.
Robscheit-Robbins va començar a treballar amb Whipple el 1917, i va ser la seva companya de recerca durant 38 anys. Durant aquests anys de col·laboració, de 1917 a 1955, va escriure més de 100 articles sobre les conclusions de la seva recerca, juntament amb diversos capítols de llibres de text mèdics sobre el tema de l'anèmia. Va ser la primera autora esmentada en l'article més important de Whipple, i la primera autora sol ser la principal responsable del treball en què es basa l'article, mentre que, en molts camps d'investigació, l'últim autor és el director del laboratori o el director-investigador responsable de la direcció del treball. Dels 23 articles que Whipple citava en el seu discurs d'acceptació del Nobel, Robscheit-Robbins era coautora de deu.
Robscheit-Robbins va formar part de moltes societats relacionades amb la seva carrera, com ara la Societat Americana de Patologia Experimental, Physiological Society i la Societat de Recerca Mèdica de Nova York, de la qual va ser presidenta el 1952. El 1951, Robscheit-Robbins va ser escollida presidenta de la Societat Americana de Patologia Experimental, convertint-se en la primera dona a ocupar aquest càrrec.

## L'efecte Matilda
L'efecte Matilda és el fenomen pel qual, per un assoliment o publicació, una persona obté un crèdit superior al dels seus col·laboradors a causa del biaix de gènere. Aquest efecte es pot aplicar a Robscheit-Robbins per la no concessió del Premi Nobel de Medicina el 1934. El Premi va ser per a George Hoyt Whipple i dos científics homes més, tot i que Robscheit-Robbins era coautora de la majoria de les publicacions que van merèixer el guardó. Robscheit-Robbins no va ser reconeguda pel treball que havia fet amb Whipple i és un bon exemple de l'efecte Matilda que s'ha produït –i es produeix– repetidament en la història de la ciència.

## Vida personal
L'any 1915, Robscheit-Robbins es va casar amb Hans Theodore Robscheit i va tenir una filla, Gene Charlotte. Cap a 1920 es van canviar el cognom de Robscheit pel de Robbins, però ella ja havia publicat com a Frieda Robscheit; per això va fer servir el doble cognom en la seva carrera acadèmica. A finals dels anys vint la parella es divorciava.
L'any 1951 es va casar amb Oscar V. Sprague. I l'any 1955 es va retirar de la Universitat. Poc després van anar a viure a Tucson, Arizona, on ella va morir el desembre de 1973.

## Publicacions seleccionades
- Hooper, CW, Robscheit, FS i Whipple, GS (1920). Regeneració sanguínia després d'anèmia simple IV. American Journal of Physiology. 1920, 151-263.